# Dorowo (przystanek kolejowy)
Dorowo – zlikwidowany przystanek stargardzkiej kolei wąskotorowej w Dorowie, w województwie zachodniopomorskim, w Polsce. Przystanek został zamknięty przed 1959 rokiem.